# NGC 5940
NGC 5940 est une lointaine galaxie spirale barrée située dans la constellation du Serpent. Sa vitesse par rapport au fond diffus cosmologique est de 10 366 ± 11 km/s, ce qui correspond à une distance de Hubble de 153 ± 11 Mpc (∼499 millions d'al). NGC 5940 a été découverte par l'astronome américain Lewis Swift en 1887.
La classe de luminosité de NGC 5940 est I-II et elle présente une large raie HI. C'est une galaxie active de type Seyfert 1. NGC 5940 est aussi une galaxie dont le noyau brille dans le domaine de l'ultraviolet. Elle est inscrite dans le catalogue de Markarian sous la cote MRK 1511 (MRK 9030).     